# Pacto de La Ciudadela
El Pacto de La Ciudadela fue un documento firmado por Félix Díaz y Victoriano Huerta el 18 de febrero de 1913, en virtud del cual las fuerzas armadas ilegales contrarias a Francisco I. Madero se pusieron de acuerdo y se comprometieron, en su intento por derrocar el gobierno legítimo mexicano en provecho de miras personales y de las élites que les ofrecían apoyo, en especial la representación diplomática estadounidense. Se conoce como Pacto de la Embajada porque se firmó en las instalaciones de la embajada de Estados Unidos en México, y con la colaboración intervencionista, del todo ajena a sus funciones, del embajador Henry Lane Wilson, se realizaron las pláticas y se concertó el acuerdo, el cual estableció:
a) El desconocimiento del gobierno de Francisco I. Madero.
b) La presidencia provisional del general Victoriano Huerta antes de 72 horas, con un gabinete integrado por reyistas y felicistas.
c) Félix Díaz no tendría ningún cargo, para así poder contender en las futuras elecciones.
d) La notificación a los gobiernos extranjeros del cese de Francisco I. Madero.
e) El fin de las hostilidades (Decena Trágica).
El gabinete de Huerta estuvo integrado por Francisco León de la Barra en Relaciones, Toribio Esquivel Obregón en Hacienda, Manuel Mondragón en Guerra, Alberto García Granados en Gobernación, Rodolfo Reyes en Justicia y Jorge Vera Estañol en Instrucción Pública.